# 帕拉世界
《帕拉世界》（ParaWorld）是德国SEK开发的一款即时战略游戏，简体中文版由索奥尔代理发行。游戏中有北方民族、沙漠战士、丛林武士三个种族，所搜集的资源包括食物、木材、黄金，以及5种不同气候。战斗在路上和海上均可发生。游戏提供了50种史前动物兵种，包括恐龙和更新世动物。